# Dora (base)
Pour les articles homonymes, voir Dora.

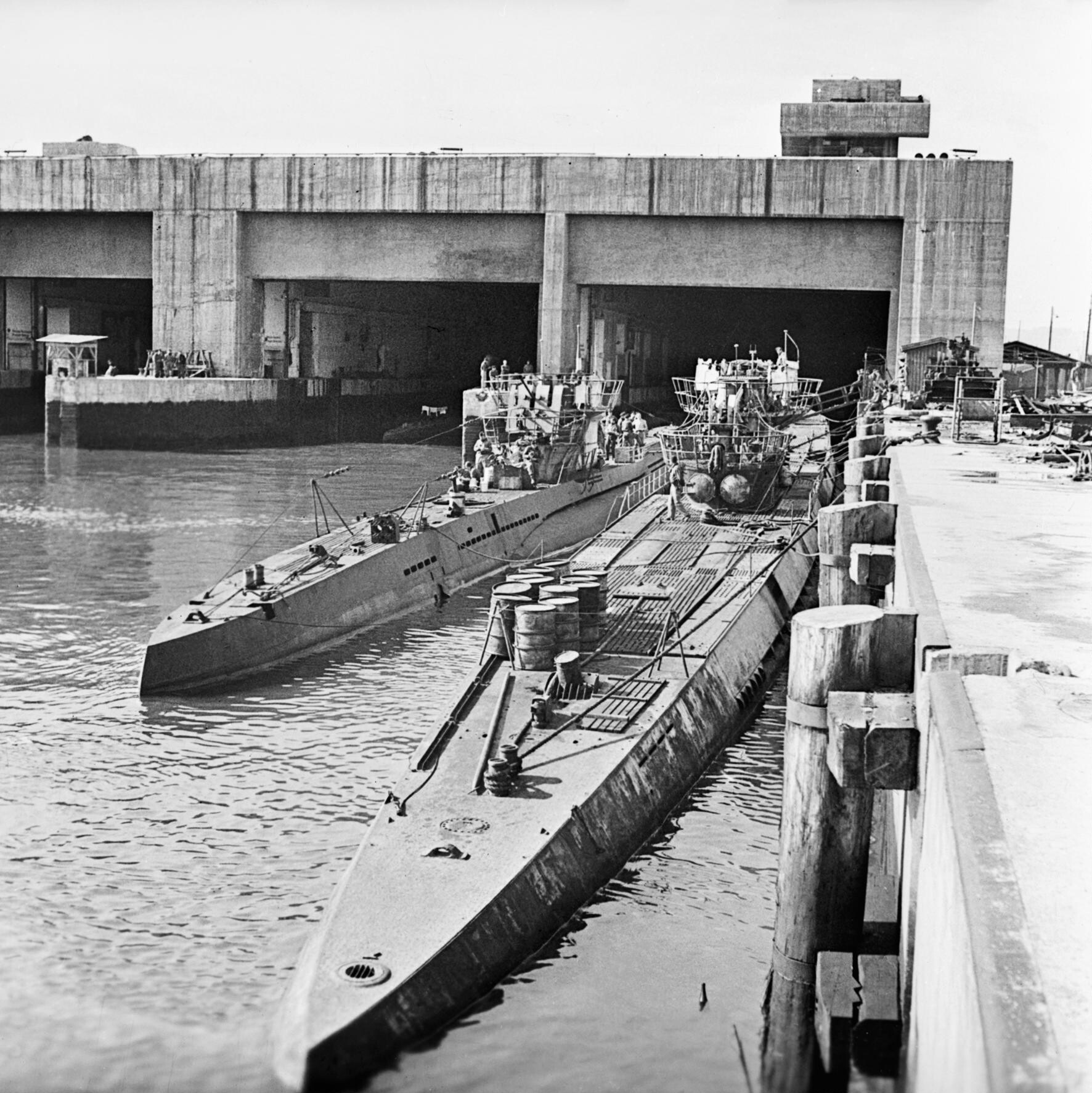
L'U-861 (à droite) et l'U-953 devant la base de Dora.

Dora est une ancienne base sous-marine allemande construite durant la Seconde Guerre mondiale à Trondheim en Norvège. En allemand, Trondheim était appelée « Drontheim » et le nom Dora correspond à la lettre « D » dans l'alphabet radio allemand.

## Contexte
Après l'occupation de la Norvège en 1940, la Kriegsmarine s'est vite rendu compte que le pays ne disposait que d'infrastructures limitées pour les réparations navales. Des travaux importants sur un navire signifiait généralement un retour en Allemagne. La capitulation de la France deux mois plus tard a éclipsé l'importance stratégique de la Norvège dans une certaine mesure, mais elle était encore considérée comme un meilleur emplacement pour l'accès à l'Atlantique et l'océan Arctique que l'Allemagne. Néanmoins, une meilleure protection pour les U-boote (sous-marin) contre une attaque aérienne devait être nécessaire, un programme de construction de bunkers a donc été initié.

## Histoire

### Construction
La construction du bunker, qui devait faire partie de la plus grande base navale allemande en Europe du Nord, a commencé à l'automne 1941, un an après l'invasion de la Norvège.
L'ensemble du bunker mesure 153 m × 105 m. Le toit en béton et renforcé d'acier est de 3,5 m d'épaisseur, et les murs, également en béton, mais de 3 m d'épaisseur. Le travail a été entrepris par l'Organisation Todt (OT) Einsatzgruppe "Wiking" et par une entreprise de construction de Munich : la Sager & Wörner.
La base Dora 1 fut achevée en juin 1943, les travaux de Dora 2 commencèrent et Dora 3 fut simplement planifiée. À partir de juin 1943 et jusqu'à la fin de la guerre en mai 1945, elle abrite la 13. Unterseebootsflottille.

## Après la Seconde Guerre mondiale
Après la guerre, Dora 1 devait être détruite au moyen de dynamite, mais ce projet a finalement été annulé en raison de la construction massive et la taille du bunker. Le faire sauter aurait causé de graves dommages aux bâtiments environnants.
La base a été brièvement utilisée par les Forces armées norvégiennes ; deux bâtiments supplémentaires, peints en bleu, ont été ajoutés sur la structure du bunker.
Aujourd'hui, l'ancienne base navale a été aménagée et l'on y trouve le stockage des archives de la ville, une piste de bowling et plusieurs autres entreprises. Les entrées des alvéoles construits à l'origine pour amarrer les U-Boote allemands sont maintenant utilisés comme un port pour les bateaux civils.

### Galerie

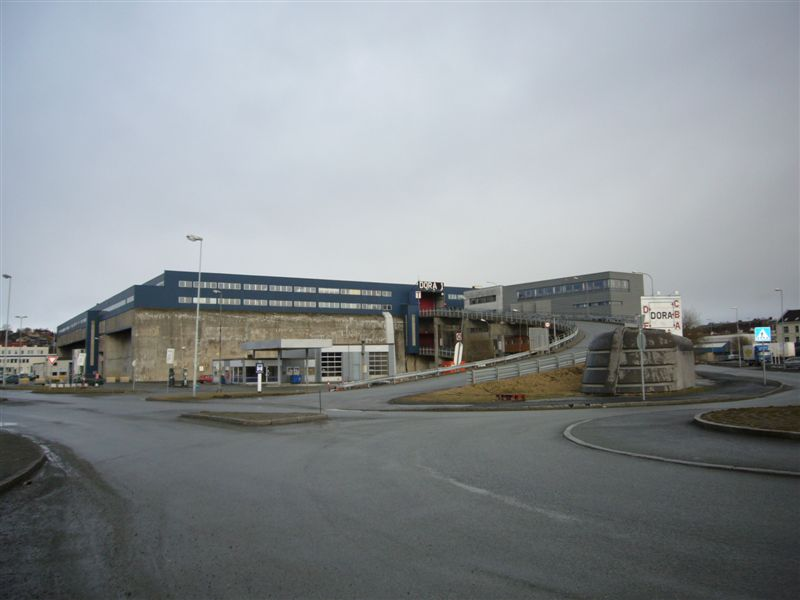
Vue de face complète du complexe.
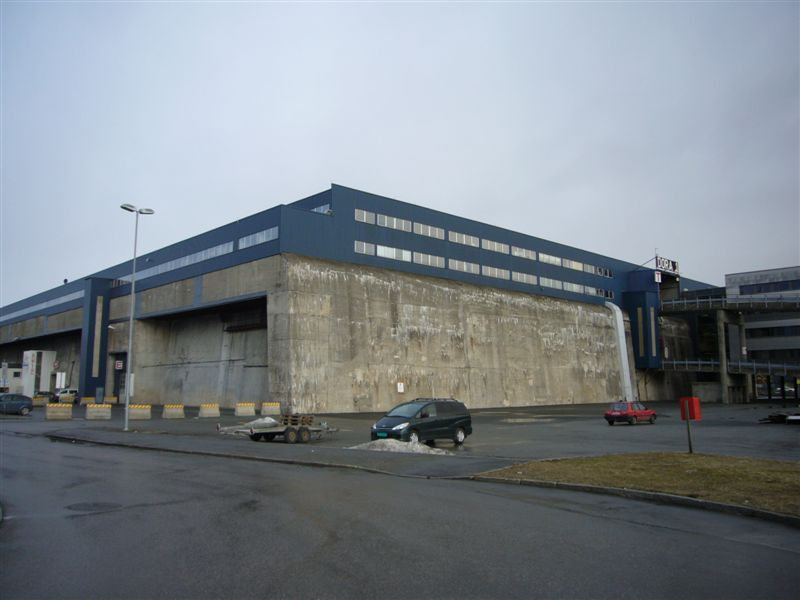
Vue d'angle, montrant l'épaisseur du béton.
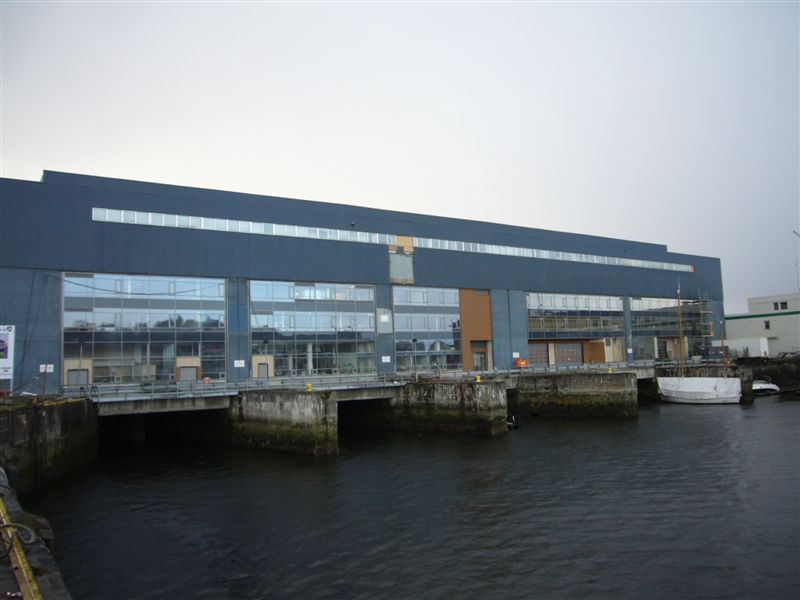
Le côté fjord en cours de rénovation.
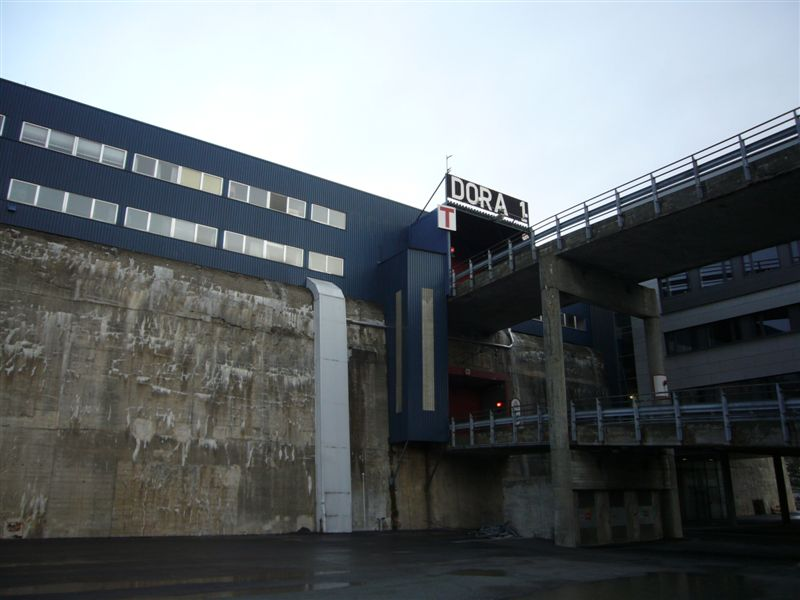
Rampe d'accès sur la face avant.
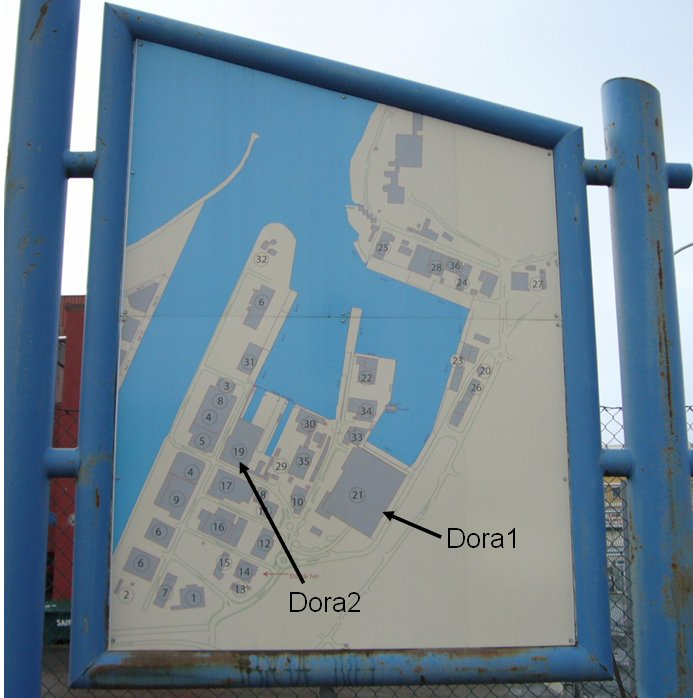
Panneau d'information montrant les bâtiments portuaires du fjord avec des flèches supplémentaires pour pointer les complexes de Dora.

## Culture populaire
- La base navale de Trondheim est le décor où se déroule l'ensemble des niveaux de la deuxième mission du jeu vidéo Medal of Honor : Débarquement allié.

## Référence
1. ↑  (en) Jak P. Mallmann Showell, Hitler's U-boat bases, Stroud, Sutton, 2002, 198 p. (ISBN 978-0-750-92606-5 et 0-750-92606-6, OCLC 48363504), p. 55